# Zelandotipula flavogenualis
Zelandotipula flavogenualis är en tvåvingeart som först beskrevs av Alexander 1946.  Zelandotipula flavogenualis ingår i släktet Zelandotipula och familjen storharkrankar.
Artens utbredningsområde är Peru. Inga underarter finns listade i Catalogue of Life.